# Vinogradi Ludbreški
Vinogradi Ludbreški es una localidad de Croacia en la ciudad de Ludbreg, condado de Varaždin.

## Geografía
Se encuentra a una altitud de 231 m s. n. m. a 102 km de la capital nacional, Zagreb.

## Demografía
En el censo 2011, el total de población de la localidad fue de 634 habitantes.
| Gráfica de población de Vinogradi Ludbreški 1857-2011               |
|                                                                     |
| Según los censos de población de la oficina estadística de Croacia. |